# Henri Vascout
Henri Vascout (Parigi, 17 febbraio 1886 – Parigi, 6 maggio 1936) è stato un calciatore francese, di ruolo centrocampista.

## Carriera

### Club
Ha militato dal 1909 al 1912 nel Club Athlétique de Vitry, società con cui vince due Championnat de France de football FCAF nel 1910 e 1911.
Nel 1912 passa al Red Star, club con cui milita sino al 1913.

### Nazionale
Venne convocato nella nazionale di calcio francese, con cui disputò sette incontri amichevoli.
Esordì in nazionale il 16 aprile 1910, nell'incontro amichevole contro una selezione amatoriale dell'Inghilterra, terminata 10-1 per gli isolani.
L'ultimo match con la casacca dei blues è datato 29 ottobre 1911, nella vittoria francese per 4-1 contro il Lussemburgo.

## Statistiche

### Cronologia presenze e reti in Nazionale[2]
| Cronologia completa delle presenze e delle reti in nazionale ― Francia | Cronologia completa delle presenze e delle reti in nazionale ― Francia | Cronologia completa delle presenze e delle reti in nazionale ― Francia | Cronologia completa delle presenze e delle reti in nazionale ― Francia | Cronologia completa delle presenze e delle reti in nazionale ― Francia | Cronologia completa delle presenze e delle reti in nazionale ― Francia | Cronologia completa delle presenze e delle reti in nazionale ― Francia | Cronologia completa delle presenze e delle reti in nazionale ― Francia |
| Data                                                                   | Città                                                                  | In casa                                                                | Risultato                                                              | Ospiti                                                                 | Competizione                                                           | Reti                                                                   | Note                                                                   |
| ---------------------------------------------------------------------- | ---------------------------------------------------------------------- | ---------------------------------------------------------------------- | ---------------------------------------------------------------------- | ---------------------------------------------------------------------- | ---------------------------------------------------------------------- | ---------------------------------------------------------------------- | ---------------------------------------------------------------------- |
| 16/04/1910                                                             | Brighton                                                               | Inghilterra                                                            | 10 – 1                                                                 | Francia                                                                | Amichevole                                                             | -                                                                      |                                                                        |
| 15/05/1910                                                             | Milano                                                                 | Italia                                                                 | 6 – 2                                                                  | Francia                                                                | Amichevole                                                             | -                                                                      |                                                                        |
| 20/03/1911                                                             | Parigi                                                                 | Francia                                                                | 0 – 3                                                                  | Inghilterra                                                            | Amichevole                                                             | -                                                                      |                                                                        |
| 09/04/1911                                                             | Parigi                                                                 | Francia                                                                | 2 – 2                                                                  | Italia                                                                 | Amichevole                                                             | -                                                                      |                                                                        |
| 23/04/1911                                                             | Ginevra                                                                | Svizzera                                                               | 5 – 2                                                                  | Francia                                                                | Amichevole                                                             | -                                                                      |                                                                        |
| 30/04/1911                                                             | Bruxelles                                                              | Belgio                                                                 | 7 – 1                                                                  | Francia                                                                | Amichevole                                                             | -                                                                      |                                                                        |
| 29/10/1911                                                             | Lussemburgo                                                            | Lussemburgo                                                            | 1 – 4                                                                  | Francia                                                                | Amichevole                                                             | -                                                                      |                                                                        |
| Totale                                                                 |                                                                        | Presenze                                                               | 7                                                                      |                                                                        | Reti                                                                   | 0                                                                      |                                                                        |

## Palmarès
- Championnat de France de football FCAF: 2

CA Vitry: 1909-1910, 1910-1911